# Syndrom citové deprivace
Syndrom citové deprivace je stav, který vzniká, jestliže člověk nemá uspokojovány základní citové potřeby v dostačující míře a po dosti dlouhou dobu. Projevy citové deprivace jsou velmi četné a různorodé. Citová deprivace je natolik vážné narušení psychického vývoje, že se může projevit v celé struktuře osobnosti, v chování, v sociálním začlenění, v celé životní orientaci.

## Projevy

### Děti do tří let
- opožďování celého psychomotorického vývoje
- povrchnost a nediferencovanost citů a sociálních vztahů
- nezúčastněná nebo rozmrzelá nálada
- zpomalený vývoj řeči

### Předškolní děti
- silná povrchnost citových vztahů
- přetrvávající problémy s řečí (velmi častý důvod odložení školní docházky)

### Děti v období školní docházky a puberty
- slabší studijní prospěch (než odpovídá skutečným intelektovým schopnostem dítěte)
- problémy s běžnými sociálními návyky a začleněním do kolektivu
- výkyvy v chování dítěte (např. agresivita)
- nedůvěra k lidem
- neurotické potíže
- zvýšené nebezpečí vzniku závislosti na alkoholu, drogách atd.

## Důsledky deprivace
Důsledky prožité deprivace mohou přetrvávat i do dospělosti. I v případě, že se deprivovaní jedinci dostanou do lepšího prostředí, mohou mít problémy v partnerských vztazích, jako rodiče bývají nejistí ve výchově svých dětí. Zůstanou-li v prostředí sociálně problematickém, pak se jejich deprivační postižení ještě zvýrazňuje. Při rozboru motivace různých trestných činů a při hodnocení osobnosti jejich pachatelů se projevuje jako významný činitel prožitá deprivace.
Psychická deprivace je tedy vážné narušení psychického vývoje, může se projevit v celé struktuře osobnosti, v chování, v sociálním začlenění, v celé životní orientaci.